# 愛知県道311号中畑本町線
愛知県道311号中畑本町線（あいちけんどう311ごう なかばたほんまちせん）は、愛知県西尾市内を通る元一般県道である。現在は愛知県道383号蒲郡碧南線の一部に組み込まれている。

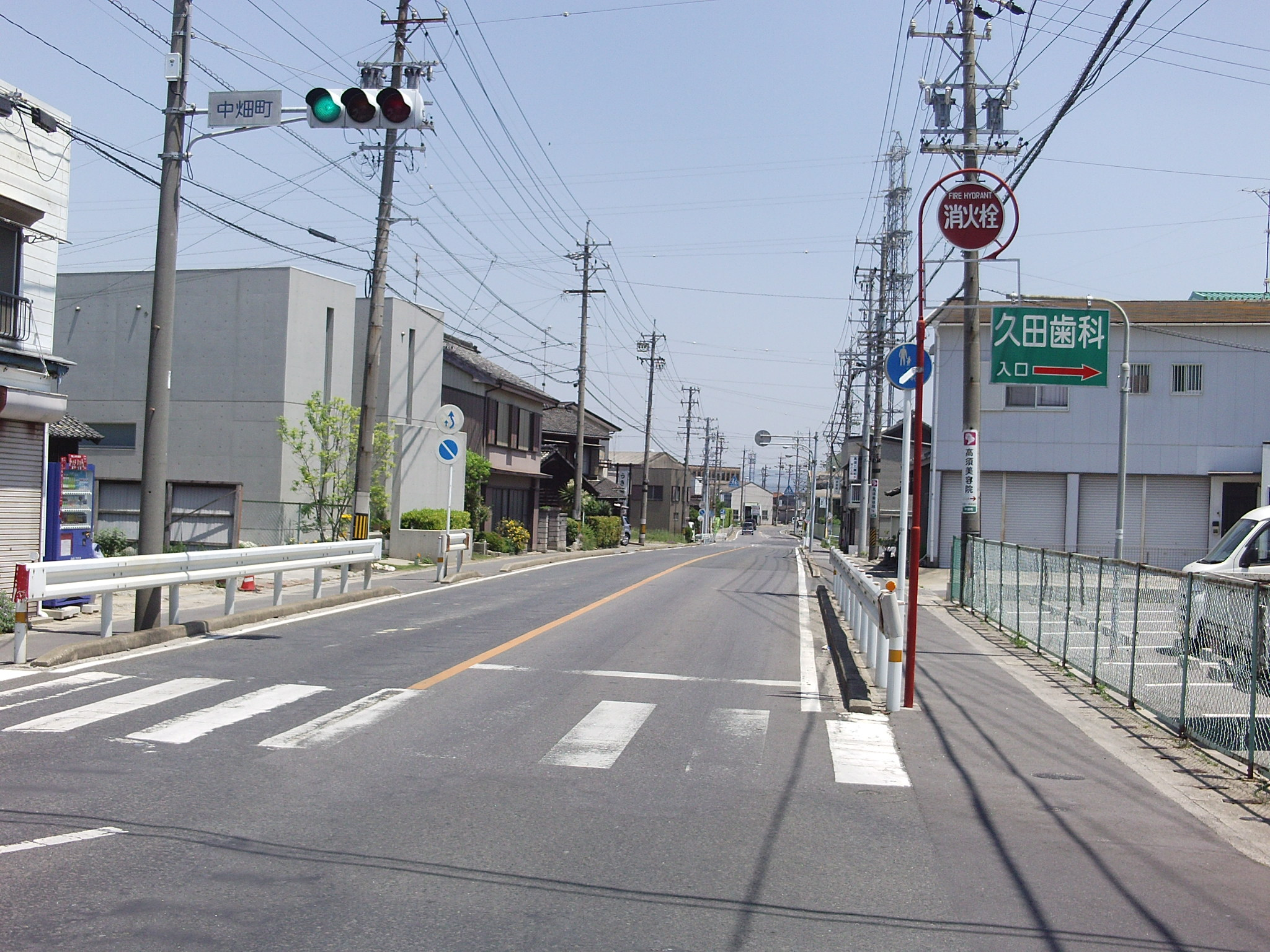
中畑町。

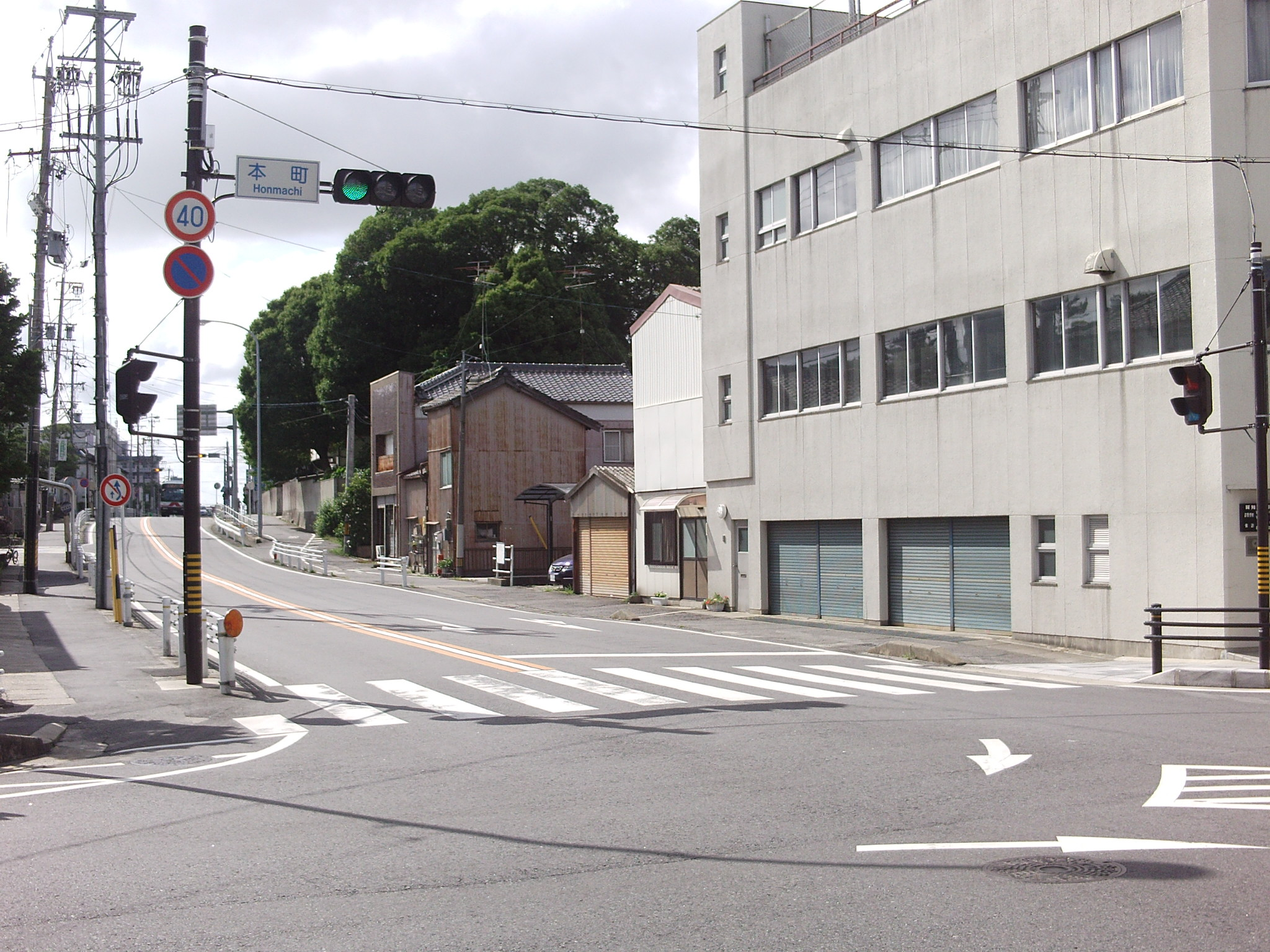
終点の本町。この辺りは西尾市の旧市街地。

## 概要

### 路線データ
- 起点：愛知県西尾市中畑町
- 終点：愛知県西尾市本町

## 沿革
- 1959年（昭和34年）12月15日  認定

## 地理

### 通過する自治体
- 愛知県
  - 西尾市

### 接続する道路
- 愛知県道308号米津平坂線（重複区間）
- 愛知県道319号西尾環状線（御城下交差点）
- 愛知県道301号西尾新川港線（本町交差点）

### 沿線・周辺
- 西尾市立中畑小学校
- おしろタウン シャオ
- 西尾城址・西尾市資料館・西尾公園
- 西尾市立西尾小学校